# 71 v.Chr.
Het jaar 71 v.Chr. is een jaartal volgens de christelijke jaartelling. 

## Gebeurtenissen

### Italië
- De Senaat benoemt Marcus Licinius Crassus, een rijke aristocraat, tot praetor en krijgt het bevel over het Romeinse leger (8 legioenen).
- Einde van de Derde Slavenoorlog, de Romeinen verslaan bij Picenum het slavenleger van Spartacus. Na de veldslag worden 6.000 slaven gevangengenomen en langs de Via Appia van Rome naar Capua gekruisigd.
- Spartacus en 2.000 slaven probeert met hulp van Cilicische piraten naar Sicilië te ontsnappen. Hij wordt echter door hen verraden, Gnaeus Pompeius Magnus landt met een Romeins expeditieleger bij Rhegium.
- De slaven breken door de Romeinse fortificaties en vluchten naar Brundisium. In een klopjacht wordt Spartacus, door de Romeinen tijdens een gevecht gedood.

### Gallië
- De Germaanse stam de Sueben (± 15.000 man) steken onder leiding van Ariovistus, vanuit Zuid-Duitsland de Rijn over en vallen Gallië binnen.

### Klein-Azië
- De Romeinen onder bevel van Lucius Licinius Lucullus veroveren Pontus en stichten een handelskolonie in Nesebar (Bulgarije).

## Geboren
- Wang Zhengjun, keizerin van het Chinese Keizerrijk (overleden 13)

## Overleden
- Spartacus (~109 v.Chr. - ~71 v.Chr.), Thracische gladiator en rebellenleider (38)